# Enrico Montesano
Enrico Montesano (* 7. Juni 1945 in Rom) ist ein italienischer Schauspieler und Sänger.

## Leben
Montesano stammt aus einer Künstlerfamilie (sein Urgroßvater begründete ein Operetten-Ensemble, sein Großvater war ein bekannter Dirigent). Der diplomierte Geodät arbeitete drei Jahre in seinem Beruf, bevor er 1966 auf Cabaret-Bühnen (so im berühmten „Il Puff“) und im Stück Humor nero neben Vittorio Metz als Imitator debütierte. 1968 folgte das erste Engagement für das Fernsehen: Die Sendung Che domenica, amici entstand unter der Leitung von Castellano & Pipolo und etablierte Montesano als Komiker, der von nun an in zahlreichen Sendungen, aber auch weiterhin auf der Bühne (wie im „Il Bagaglino“ neben Gabriella Ferri) zu sehen war. Für das Format Quantunque io gewann er 1977 die Goldene Rose von Montreux.
Bereits 1967 hatte er mit ersten kleineren Rollen auch für das Kino begonnen; über die Jahre – vor allem ab 1976, als er in Horse Fever großen Erfolg verbuchen konnte – entstanden zahlreiche Komödien mit Montesano in einer tragenden Rolle. Herausragend waren dabei in den Jahren 1979 und 1980 drei Filme mit Regisseur Pasquale Festa Campanile, die jeweils mit einem David di Donatello ausgezeichnet wurden; dabei erhielt Montesano zweimal den Preis für den besten Darsteller, sein Regisseur war einmal erfolgreich. Weitere Auszeichnungen erhielt er für seine eigene Inszenierung A me mi piace 1985; im selben Jahr war er mit seiner Darstellung in I due carabinieri am Kassenerfolg des Jahres in Italien beteiligt.
Immer wieder legte Montesano längere Pausen bei Film und Fernsehen ein, um sich der Bühnenarbeit zu widmen. So war er 1978 in Garinei & Giovanninis Rugantino neben Alida Chelli und Aldo Fabrizi zu sehen; 1990/1991 in derselben Autoren Cercasi tenore und in Beati voti zwischen 1992 und 1994, für welche Darstellung er zum weiten Mal die Maschera den Preis des „Istituto del Dramma Italiana“ gewann (die ersten hatte er für Rugantino 1978 erhalten). Zwischen 2001 und 2003 spielte er in Malgrado tutto beati voi; nach einigen anderen Stücken war 2010/2011 Buon Compleanno eine Rückschau auf die 45 Jahre seiner eigenen Karriere.
Im Laufe der Jahre hat Montesano auch vier Langspielplatten sowie zahlreiche Singles veröffentlicht; oftmals mit Liedern für Kinder.
Politisch war er in den 1970er Jahren für die PSI und in den 1990ern für die Democratici di Sinistra, für die er von Juli 1994 bis November 1996 im Europäischen Parlament saß. In den 2000ern sympathisierte Montesano, der sich selbst als „libertären Sozialisten“ beschreibt, hingegen mit den Mitte-Rechts-Parteien Alleanza Nazionale und Popolo della Libertà und war in jüngster Zeit für das Movimento Libertario aktiv.

## Filmografie (Auswahl)
- 1967: Stasera mi butto
- 1969: I quattro del Pater Noster
- 1971: Boccaccio
- 1975: Müssen Männer schön sein? (40 gradi sotto il lenzuolo)
- 1976: Horse Fever (Febbre da cavallo)
- 1977: Abendessen mit anschließendem Frühstück (Pane, burro e marmellata)
- 1979: Erste Klasse (Un amore in prima classe)
- 1979: Hummer zum Frühstück (Aragoste a colazione)
- 1980: Don Tango – Hochwürden mit der kessen Sohle (Qua la mano)
- 1980: Ich hasse Blondinen (Odio le bionde)
- 1982: Der Graf, der alles kann (Il conte Tacchia)
- 1982: Wer hat dem Affen den Zucker geklaut? (Grand Hotel Excelsior)
- 1983: Sing Sing
- 1984: Die Freundin meiner Frau (Sotto… sotto… strapazzato da anomala passione)
- 1986: Cordelli gegen die Mafia (Il tenente dei carabinieri)
- 1986: Im Kaufhaus ist die Hölle los (Grandi magazzini)
- 1987: Der schlaue Fuchs (Il volpone)
- 1987: Vagabunden wie wir (I picari)
- 2009: Ex

## Diskografie (Auswahl)
LPs
- 1974: Tabaret (Cinevox, SC 33/23)
- 1975: Dudù e Cocò (Cinevox, SC 33/26)
- 1980: Tabaret vol. 2 (Cinevox, CAB 2010)
- 1987: Se il tempo fosse un gambero, (Durium, ms AI 77468/69)
- 1988: Non mi lasciate solo (Easy Records, STLP 212)